# Robert Pfeil (Ingenieur)
Robert Pfeil (* 18. Juni 1864 in Wiesbaden; † 18. Februar 1928) war ein deutscher Ingenieur und Regierungsbaumeister.
Pfeil studierte an den Technischen Hochschulen in Karlsruhe und Braunschweig. Während seines Studiums wurde er 1882 Mitglied der Burschenschaft Arminia Karlsruhe und 1883 der Braunschweiger Burschenschaft Germania. Nach seinem Studium trat er 1892 in die Dienste der Siemens & Halske in Berlin ein. Er erfand die pfeilsche Kurzschaltung als Darstellungsweise elektrischer Schaltungen in der Eisenbahnsicherungstechnik und gehörte ab 1904 dem Vorstand der Siemens & Halske an. Im Jahr 1921 erhielt er ein Ehrendoktorat der Technischen Universität Braunschweig. Er starb an einer Lungenentzündung.